# 尼爾斯科

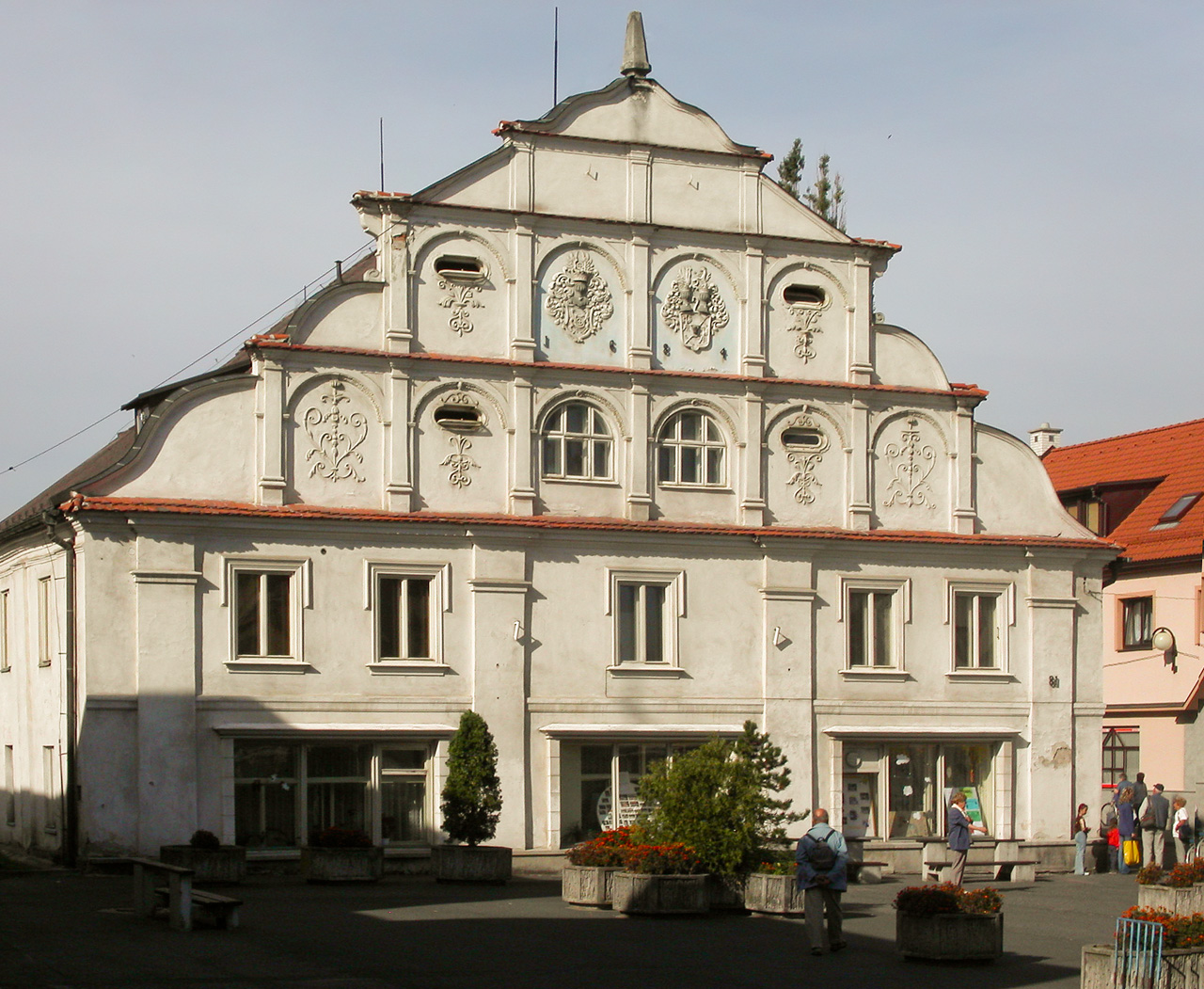

尼爾斯科是捷克的城鎮，位於該國西部烏赫拉瓦河畔，距離首府卡羅維發利50公里，由卡羅維發利州負責管轄，面積31.53平方公里，海拔高度452米，2006年人口5,121。

## 外部連結
- Official webpage （页面存档备份，存于） （捷克文）（德文）
- Tourist information
- South Bohemia and Bohemian Forest （页面存档备份，存于）
- Travel and Tourism info （页面存档备份，存于）